# Естонија на Светском првенству у атлетици у дворани 2014.
Естонија је учествовала на Светском првенству у атлетици у дворани 2014. одржаном у Сопоту од 7. до 9. марта дванаести пут, односно учествовала је под данашњим именом на свим првенствима од 1993. до данас. Репрезентацију Естоније представљала су два атлетичара (1 мушкарац и 1 жена), који су се такмичили у две дисциплине.,
На овом првенству Естонија није освојила ниједну медаљу. Није остварен ни један рекорд.

## Учесници
| Мушкарци: - Марек Нит — 400 м | Жене: - Ана Иљуштшенко — Скок увис |  |

## Резултати

### Мушкарци
| Атлетичар | Дисциплина | Лични рекорд | Квалификација | Квалификација | Полуфинале | Полуфинале | Финале               | Финале       | Детаљи |
| Атлетичар | Дисциплина | Лични рекорд | Резултат      | Место         | Резултат   | Место      | Резултат             | Место        | Детаљи |
| --------- | ---------- | ------------ | ------------- | ------------- | ---------- | ---------- | -------------------- | ------------ | ------ |
| Марек Нит | 400 м      | 45,99 НР     | 46,52 кв      | 3. у гр. 1    | 47,67      | 5. у гр. 1 | Није се квалификовао | 11 / 25 (27) |        |

### Жене
| Атлетичарка    | Дисциплина | Лични рекорд | Квалификација | Квалификација | Финале                | Финале       | Детаљи |
| Атлетичарка    | Дисциплина | Лични рекорд | Резултат      | Место         | Резултат              | Место        | Детаљи |
| -------------- | ---------- | ------------ | ------------- | ------------- | --------------------- | ------------ | ------ |
| Ана Иљуштшенко | Скок увис  | 1,94 НР      | 1,88          | 15            | Није се квалификовала | 15 / 15 (17) |        |